# Marcus Rashford
Marcus Rashford MBE (født 31. oktober 1997) er en engelsk professionel fodboldspiller, som spiller for La Liga-klubben FC Barcelona, hvor han er lånt til fra Manchester United, og Englands landshold.

## Klubkarriere

### Manchester United

#### Debut og gennembrud
Rashford blev del af Manchester Uniteds akademi i en alder af syv år efter at have afvist interesse fra andre akademier, herunder Manchester City og Liverpool.
Rashford blev kaldt ind på førsteholdsbænken for første gang den 21. november 2015 i en Premier League-kamp mod Watford, som Manchester United vandt 2–1. Den 25. februar 2016 blev Rashford sent tilføjet til startopstillingen for Manchester United inden deres anden UEFA Europa League-kamp mod FC Midtjylland, efter at Anthony Martial blev skadet under opvarmningen. Denne debut markerede Rashford ved at score to mål i anden halvleg der endte med en 5–1-sejr. Rashfords mål gjorde ham til den yngste Manchester United-spiller nogensinde til at score i en europæisk turnering. Rekorden blev holdt af George Best. Han fik sin Premier League-debut mod Arsenal tre dage senere, hvor han igen scorede to gange og endda lavede en assist på det sidste mål i en 3-2-sejr hjemme, hvilket gjorde ham til den tredjeyngste målscorer for United i Premier League's historie efter Federico Macheda og Danny Welbeck. Den 20. marts scorede Rashford den eneste mål i et Manchester derby, som var hans holds første sejr i ligaen ude mod Manchester City siden 2013. I en alder af 18 år og 141 dage gjorde det Rashford til den yngste der nogensinde har scoret i et Manchester derby i Premier League, og samtidig den første spiller født i Manchester til at score derbyet siden Danny Welbeck i 2013.

#### Etablering på førsteholdet
Ankomsten af Zlatan Ibrahimović før 2016-17 sæsonen betød, at Rashford begyndte at spille på kanten i stedet for som centralangriber. Han imponerede i denne rolle, og blev i sæsonen etableret som en fast mand på holdet som resultat.
Rashford gjorde sin Champions League debut den 12. september 2017 imod schweiziske Basel, og scorede her også sit første mål i turneringen. Han scorede den 10. marts 2018 begge mål, da United slog ærkerivaler Liverpool.
Ved optakten til 2018-19 sæsonen overtog Rashford trøjenummer 10. Hans spilletid var dog faldende i sæsonen, da træner José Mourinho hovedsageligt brugte ham som rotationsspiller. Mourinho blev fyret af United i december 2018, og Rashford fik nyt liv under den nye træner Ole Gunnar Solskjær. Han spillede den 18. januar 2019 sin kamp nummer 150 for klubben, og blev her den fjerde yngste spiller til at opnå dette antal for klubben.

#### Skadesproblemer
Rashford havde ikke en god start til 2019-20 sæsonen, men fandt formen i løbet af oktober, hvorefter han scorede 16 mål i 20 kampe. I januar 2020 led han dog en rygskade, som holdte ham fra banen i flere måneder. Denne skadesperiode endte dog at sammenfalde med at fodbold blev suspenderet som resultat af Coronaviruspandemien, og da fodbold blev genoptaget, var han frisk igen.
Rashford scorede den 28. oktober 2020 sit første hattrick for United i en Champions League-kamp imod RB Leipzig. Han døjede i sæsonen med skadesproblemer, og i august 2021, efter han var kommet tilbage fra EM 2020, undergik han en skulderoperation.

#### Retur til form
Efter en skuffende 2021-22 sæsonen, så vendte Rashford tilbage til form i 2022-23. Han scorede den 30. oktober 2021 sit mål nummer 100 for klubben. Han havde i sæsonen sin bedste sæson til dato, og i maj 2022 scorede han sit 30. sæsonmål, og blev hermed den første United spiller til at opnå dette antal på en sæson siden Robin van Persie i 2012-13. Ved sæsonens afslutning blev han kåret som årets spiller i klubben, da han vandt Sir Matt Busby Player of the Year-prisen.

#### Kontraktforlængelse og nye problemer
Efter sin rekordsæson, så underskrev Rashford i juli 2023 en ny kontrakt med klubben. Det lykkedes dog ikke Rashford at fortsætte med den gode form fra forrige sæson, og hans produktion faldt over den næste sæson. Træner Erik ten Hag blev fyret i november 2024, og han blev erstattet af Rúben Amorim. Det blev her meget hurtigt klart, at Rashford ikke var en del af Amorims planer, og fra december måned af begyndte han at ikke blive ikke inkluderet i kamptruppen.

#### Leje til Aston Villa
Rashford skiftede i februar 2025 til Aston Villa på en lejeaftale som også inkludere en købsoption.

## Landsholdskarriere

### Ungdomslandshold
Rashford har repræsenteret England på flere ungdomsniveauer.

### Seniorlandshold

#### Debut og første turneringer
Rashfords gennembrud ledte til, at han blev valgt til Englands trup til EM 2016 bare fire måneder efter, at han havde gjort sin professionelle debut, og før han overhovedet havde debuteret for Englands landshold. Han fik sin debut for Englands landshold den 27. maj 2016 i en venskabskamp imod Australien, og scorede på sin debut. Han var også del af Englands trup til VM 2018.

#### EM 2020
Rashford var del af Englands trup til EM 2020. England nåede her til finalen, hvor at de tabte på straffespark til Italien. Rashford missede her sit straffespark, og han, sammen med holdkammerater Jadon Sancho og Bukayo Saka, som også havde misset deres straffespark, blev efter kampen udsat for store mængder af racistiske kommentarer online.

#### Første turneringsmål
På trods af, at Rashford ikke havde spillet for Englands landshold siden EM 2020-finalen, så blev han stadig inkluderet i Englands trup til VM 2022. Han scorede sit første mål ved en international turnering i Englands første gruppekamp imod Iran.

## Aktivisme
Rashford har været aktiv i aktivisme og velgørenhed i løbet af sin karriere, især i forhold til fødevarefattigdom. Under coronavirusnedlukninger i Storbritannien, så ledte Rashford en kampagne for at sikre, at elever, hvis familier var afhængige af gratis skolemad, stadig kunne få denne hjælp og at de kunne få yderlig støtte i løbet af sommerferien. Denne kampagne ledte til, at Boris Johnsons regering endte med at ændring retning, og hermed give madkuponer til familier i løbet af sommerferien, i hvad blev set som et pinligt nederlag for regeringen, og en stor sejr for Rashford. Han blev i 2021 givet Order of the British Empire som anerkendelse for hans kampagne til at hjælpe fattige børn under pandemien.

## Titler
Manchester United
- FA Cup: 2 (2015-16, 2023-24)
- EFL Cup: 2 (2016-17, 2022-23)
- FA Community Shield: 1 (2016)
- UEFA Europa League: 1 (2016-17)

Individuelle
- Premier League Player of the Month: 4 (January 2019, September 2022, Januar 2023, Februar 2023)
- UEFA Europa League Sæsonens hold: 2 (2019-20, 2022-23)
- UEFA Europa League topscorer: 1 (2022-23)
- Sir Matt Busby Player of the Year: 1 (2022-23)